# Lista de filmes com temática LGBT de 2004
Esta é uma lista de filmes que contém personagens e/ou temática lésbica, gay, bissexual, ou transgênera lançados em 2004.
| Título                                                                       | Diretor                               | País                            | Gênero                                      | Elenco | Anotações |
| ---------------------------------------------------------------------------- | ------------------------------------- | ------------------------------- | ------------------------------------------- | --- | --- |
| 10e chambre - Instants d'audience                                            | Raymond Depardon                      | França                          | Documentário                                | Michèle Bernard-Requin | trad. Instantes de Audiência 200 casos julgados pela mesma juíza, no mesmo tribunal |
| 100% Woman                                                                   | Karen Duthie                          | Canadá                          | Documentário                                | Michelle Dumaresq, Claire Buchar, Vicki Gabereau, Missy Giove, Sherry Huybers, Lisa McInnis                                                          | Sobre a ciclista de montanha profissional trans Michelle Dumaresq |
| 13 Genders                                                                   | Cyra K. Polizzi                       | EUA                             | Documentário                                | Richard Paro, Marcus Peterson, Katie Knutson | Entrevista pessoas trans e intersexo que discutem sua expressão de gênero |
| 17 sui de tian kong                                                          | Chen Yinjung                          | Taiwan                          | Comédia, Romance                            | Tony Yang, Duncan Lai, Jin Qin, Jason Chang, Dada Ji, James Yun                                                                                      | Um garoto gay do interior à procura de amor vai até Taipé para arranjar um emprego[carece de fontes?]                                                                                    |
| 20 30 40                                                                     | Sylvia Chang                          | Taiwan, Japão                   | Romance, Drama, Comédia                     | Sylvia Chang, René Liu, Angelica Lee, Kate Yeung | |
| 20 Angosht                                                                   | Mania Akbari                          | Irã                             | Drama                                       | Mania Akbari, Bijan Daneshmand | As histórias de 7 casais, interpretados pelos mesmos atores |
| The 24th Day                                                                 | Tony Piccirillo                       | EUA                             | Suspense                                    | James Marsden, Scott Speedman, Sofía Vergara, Barry Papick, Charlie Corrado, Jarvis W. George                                                        | trad. 24° Dia - O Prazo Final Um viúvo procura vingança contra o homem que o infectou com o vírus da AIDS                                                                                |
| 3 garçons, 1 fille, 2 mariages                                               | Stéphane Clavier                      | Bélgica                         | Comédia, Romance                            | Olivier Sitruk, Julie Gayet, Arnaud Giovaninetti, Anne Azoulay, Jean-Claude Dreyfus, Marie Lenoir                                                    | Um homem apaixonado por seu colega de quarto tenta impedir o casamento deste com a ajuda de uma lésbica e seu amigo gay                                                                  |
| 416                                                                          | Jim Fields                            | EUA                             | Documentário                                | | Sobre a luta pela legalidade do casamento entre pessoas do mesmo sexo no Nebraska |
| 7 mujeres, 1 homosexual y Carlos                                             | Rene Bueno                            | México                          | Comédia                                     | Mauricio Ochmann, Adriana Fonseca, Ninel Conde, Luis Felipe Tovar, Wasiq Rashid, Verónica Segura                                                     | trad. 7 Mulheres, 1 Homossexual, e Carlos |
| Agnes und seine Brüder                                                       | Oskar Roehler                         | Alemanha                        | Comédia, Drama                              | Martin Weiß, Moritz Bleibtreu, Herbert Knaup, Katja Riemann, Tom Schilling, Suzan Anbeh                                                              | trad. Agnes e Seus Irmãos Uma dançarina trans sofre com um amor não correspondido e seus dois irmãos; um bibliotecário viciado em sexo e um político com um casamento caindo aos pedaços |
| Aishite Imasu 1941: Mahal Kita                                               | Joel Lamangan                         | Filipinas                       | Histórico, Drama                            | Judy Ann Santos, Raymart Santiago, Jay Manalo, Dennis Trillo, Marco Alcaraz, Angelu de Leon                                                          | Ambientado durante a ocupação japonesa das Filipinas |
| Ah Ma Yau Nan (阿孖有難)                                                     | Danny Pang                            | Hong Kong                       | Comédia, Crime                              | Ekin Cheng, Charlene Choi, Kenny Bee, Jan Lamb | Depois de seu irmão gêmeo hétero entrar em coma, um homem gay assume sua identidade |
| Alexander                                                                    | Oliver Stone                          | EUA, Alemanha, Reino Unido      | Histórico, Drama                            | Colin Farrell, Jessie Kamm, Connor Paolo, Angelina Jolie, Val Kilmer, Anthony Hopkins                                                                | Sobre a vida de Alexandre, o Grande Baseado no livro de Robin Lane Fox |
| Amor en concreto                                                             | Franco de Pena                        | Venezuela                       | Drama                                       | Erich Wildpret, Alejandro Chabán, Aroldo Betancourt, Gregorio Milano                                                                                 | Três histórias de amor na Avenida Libertador, principal rua de Caracas |
| Anatomie de l'enfer                                                          | Catherine Breillat                    | França                          | Drama, Erótico                              | Amira Casar, Rocco Siffredi, Catherine Breillat, Alexandre Belin, Manuel Taglang, Jacques Monge                                                      | trad. Anatomia do Inferno Uma mulher paga um homem gay para passar quatro noites em seu apartamento                                                                                      |
| Andrew and Jeremy Get Married                                                | Don Boyd                              | Reino Unido                     | Documentário                                | Andrew Thomas, Jeremy Trafford, Hanif Kureishi | Dois homens ingleses planejam sua cerimônia de união civil |
| Annie B.                                                                     | Louie Ignacio                         | Filipinas                       | Musical, Comédia                            | Jolina Magdangal, Sarah Geronimo, Dingdong Dantes, Iza Calzado, Gloria Romero                                                                        | Uma jovem pobre impede o casamento de um homem de negócios que ela acredita ter engravidado sua irmã                                                                                     |
| Anonymous                                                                    | Todd Verow                            | EUA                             | Drama                                       | Todd Verow, Dustin Schell, Jason Bailey, Noah Powell, Shawn Durr, Sophia Lamar                                                                       | Um homem fica sem ter para onde ir depois de seu namorado descobrir sua infidelidade |
| À tout de suite                                                              | Benoît Jacquot                        | França                          | Suspense, Drama                             | Isild Le Besco, Ouassini Embarek, Nicolas Duvauchelle, Laurence Cordier, Emmanuelle Bercot, Forini Kodoukaki                                         | trad. Até já |
| Back by Midnight                                                             | Harry Basil                           | EUA                             | Comédia                                     | Rodney Dangerfield, Randy Quaid, Kirstie Alley, Phil LaMarr, Paul Rodriguez, Harland Williams                                                        | O guarda de uma prisão planeja uma fuga com quatro presidiários |
| Based on a True Story                                                        | Walter Stokman                        | Países Baixos                   | Documentário                                | John Cazale, Sidney Lumet, Al Pacino, Frank Pierson, Chris Sarandon, John Wojtowicz                                                                  | Sobre a dupla de ladrões que acabou inspirando o filme Um Dia de Cão, de 1975 |
| Bazaar Bizarre                                                               | Benjamin Meade                        | EUA                             | Documentário                                | James Ellroy, Robert Berdella, Christopher Leo | Sobre o assassino em série americano Bob Berdella |
| Beacon Hill                                                                  | John Stimpson, Michael Connolly       | EUA                             | Suspense                                    | Michael Landes, Wendy Benson-Landes, Francis X. McCarthy, Grainger Hines, Drea de Matteo, Bates Wilder                                               | [ 22 ] |
| Bendito Fruto                                                                | Sergio Goldenberg                     | Brasil                          | Comédia                                     | Zezeh Barbosa, Otávio Augusto, Vera Holtz, Lúcia Alves, Camila Pitanga, Eduardo Moscovis                                                             | |
| Between Two Women                                                            | Steven Woodcock                       | Reino Unido                     | Drama                                       | Barbara Marten, Andrina Carroll, Andrew Dunn, Bruce Alexander, Tony Barton, Ben Campbell                                                             | Uma mulher casada se apaixona pela professora de arte de seu filho |
| Black Aura on an Angel                                                       | Faith Trimel                          | EUA                             | Drama                                       | Sherry Richardson, Deborah Duke, Faith Trimel, Kathy Johnson                                                                                         | Uma vidente prevê um final infeliz para um casal de lésbicas |
| The Blackwater Lightship                                                     | John Erman                            | EUA                             | Drama                                       | Dianne Wiest, Gina McKee, Keith McErlean, Angela Lansbury, Marijka Bardin, Sean Campion                                                              | Um homem nos estágios finais da AIDS é tratado por sua mãe, sua irmã, e sua avó. Baseado no romance homônimo de Colm Tóibín                                                              |
| Blood                                                                        | Jerry Ciccoritti                      | Canadá                          | Drama                                       | Jacob Tierney, Emily Hampshire | Um homem bissexual em reabilitação visita sua irmã prostituta |
| Bollywood and Vine                                                           | Edward Jordon, Donald Farmer          | EUA                             | Comédia, Crime                              | Skye Aubrey, Jamey Schrick, J.R. Jones, Trish Dempsey                                                                                                | Um motorista de ônibus de turismo indiano faz amizade com sua atriz favorita e acaba se envolvendo com o filho dela                                                                      |
| Book of Love                                                                 | Alan Brown                            | EUA                             | Drama                                       | Simon Baker, Frances O'Connor, Gregory Smith, Bryce Dallas Howard, Joanna Adler, Sabrina Grdevich                                                    | trad. Traição |
| Die Boxerin                                                                  | Catharina Deus                        | Alemanha                        | Drama                                       | Katharina Wackernagel, Fanny Staffa, Manon Strache, Martin Brambach, Devid Striesow, Teresa Weissbach                                                | Uma jovem boxeadora luta para ter sucesso em um esporte dominado por homens |
| Brother to Brother                                                           | Rodney Evans                          | EUA                             | Drama                                       | Anthony Mackie, Roger Robinson, Alex Burns, Kevin Jackson, Billoah Greene, Brad Bailey                                                               | trad. De Irmão pra Irmão Um adolescente gay conhece e ouve a história de Bruce Nugent, figura importante no Renascimento do Harlem                                                       |
| Brushfires                                                                   | Wendy Jo Carlton, Ai Lene Chor        | EUA                             | Drama                                       | Autumn Brooke Wilkins, Candace Thompson, F. David Roth, Adam Meredith, Sara Laudonia, Lorri Hamm                                                     | Um garota tímida secretamente apaixonada por sua colega de quarto roqueira conhece uma herdeira fugitiva                                                                                 |
| Cachorro                                                                     | Miguel Albaladejo                     | Espanha                         | Comédia, Drama                              | José Luis García Pérez, David Castillo, Daniel Llobregat, Diana Cerezo, Arno Chevrier, Elvira Lindo                                                  | trad. Filhote Um homem gay urso passa a cuidar de seu sobrinho depois que sua irmã vai para a Índia                                                                                      |
| Calvaire                                                                     | Fabrice Du Welz                       | Bélgica, França, Luxemburgo     | Terror                                      | Laurent Lucas, Brigitte Lahaie, Gigi Coursigny, Jean-Luc Couchard, Jackie Berroyer, Philippe Nahon                                                   | trad. Calvário Um cantor é raptado por um homem que o confunde com sua falecida esposa                                                                                                   |
| El Camino de Moises                                                          | Cecilia Barriga                       | Espanha                         | Terror                                      | Moises | Um homem trans tenta mudar o nome registrado em seu arquivo de segurança social |
| Cattolica                                                                    | Rudolph Jula                          | Alemanha, Suíça                 | Drama                                       | Giacinto Ferro, Merab Ninidze, Lucas Gregorowicz, Vanessa Compagnucci                                                                                | Um bartender gay descobre que tem um irmão e os dois partem em busca de seu pai |
| Cazuza – O Tempo não Para                                                    | Sandra Werneck, Walter Carvalho       | Brasil                          | Biográfico, Drama                           | Daniel de Oliveira, Marieta Severo, Reginaldo Faria, Andréa Beltrão, Leandra Leal, Emílio de Mello                                                   | Conta a vida do cantor Cazuza. Baseado no livro Cazuza, Só As Mães São Felizes, por Lucinha Araújo e Regina Echeverria.                                                                  |
| Celeste in the City                                                          | Larry Shaw                            | EUA                             | Comédia                                     | Majandra Delfino, Nicholas Brendon, Ethan Embry, Michael Boisvert, Sadie LeBlanc, Jamie Robinson                                                     | Uma garota de uma cidade pequena se muda para Manhattan e procura o amor com a ajuda de seu primo gay                                                                                    |
| Chainsaw Sally                                                               | Jimmyo Burril                         | EUA                             | Terror                                      | April Monique Burril, Mark Redfield, Alec Joseph, Gunnar Hansen, Herschell Gordon Lewis, Suzi Lorraine                                               | [ 37 ] |
| Le Clan                                                                      | Gaël Morel                            | França                          | Drama                                       | Nicolas Cazalé, Stéphane Rideau, Thomas Dumerchez, Salim Kechiouche, Bruno Lochet, Vincent Martinez                                                  | trad. O Clã Três irmãos e seu pai viajam para Annecy depois da morte da mãe |
| Clara cet été là                                                             | Patrick Grandperret                   | França                          | Romance, Drama                              | Selma Brook, SoKo, Salomé Stévenin, Bastien Catenacci, Léo Grandperret, Fanny Florido                                                                | Uma adolescente que viaja com seus amigos para um acampamento de verão onde começam a descobrir sua sexualidade                                                                          |
| Collision                                                                    | Arsen Karougian                       | EUA                             | Drama                                       | Christopher Avesian, Trip Bowen, Kathie Capozzi, Anthony Cataldo, Jack Faxon, Worth Howe                                                             | Um mecânico aspirante a artista conhece um jovem fugindo do pai abusivo |
| Coming Out: A Collection of Stories                                          | J.C. Calciano                         | EUA                             | Documentário                                | Sheila Kuehl, Sheila James Kuehl, Brenton Metzler | Uma coleção de histórias de saída de armário de homens e mulheres |
| Connie and Carla                                                             | Michael Lembeck                       | EUA                             | Comédia                                     | Nia Vardalos, Toni Collette, David Duchovny, Stephen Spinella, Alec Mapa, Christopher Logan                                                          | |
| CQ2: Tout près du sol                                                        | Carole Laure                          | Canadá, França                  | Drama                                       | Clara Furey, Danielle Hubbard, Mireille Thibault, Jean-Marc Barr, Emmanuel Bilodeau, Simon Alarie                                                    | Uma adolescente de futuro incerto canalisa sua vontade de viver ao estudar dança contemporânea                                                                                           |
| Crash                                                                        | Paul Haggis                           | EUA, Alemanha                   | Drama                                       | Sandra Bullock, Brendan Fraser, Matt Dillon, Don Cheadle, Ryan Phillippe, Thandie Newton                                                             | |
| Crutch                                                                       | Rob Moretti                           | EUA                             | Drama                                       | Eben Gordon, Rob Moretti, Juanita Walsh, Jennifer Laine Williams, Jennifer Katz, James A. Earley                                                     | Um jovem gay vive com sua mãe alcoólatra e dois irmãos taciturnos |
| Da lao ai mei li (大佬愛美麗)                                                | Stephen Fung                          | Hong Kong                       | Comédia                                     | Eason Chan, Daniel Wu, Karen Mok, Chapman To, Yuen Biao, Nicholas Tse                                                                                | trad. O Substituto O filho gay de um mafioso contrata um homem para tomar seu lugar nos negócios da família                                                                              |
| Dark Town                                                                    | Desi Scarpone                         | EUA                             | Terror                                      | Janet Martin, Delpaneaux Wills, Meghan Stansfield, Claire Mills, Curtis Nysmith, Ariana Fronti                                                       | Uma típica famíla suburbana tem que se defender de uma horda de vampiros |
| Daydream Obsession 2: Infidelities                                           | Thomas R. Smyth                       | EUA                             | Drama, Erótico                              | Joe Dain, Jeremy Gordon, Derek Long, Melanie Malia, Lukas Roberts, Aaron Jenkins                                                                     | Continuação do filme de 2003 |
| The Deadbeat Club                                                            | Israel Luna                           | EUA                             | Drama                                       | Daphne Khour, Brandon Dixon, Jennifer Wetter, Nicole Cook, Jason Magee, Natalie Jones                                                                | Um grupo de amigos de uma cidade conservadora tentam ajudar um homem excluído |
| Dear Pillow                                                                  | Bryan Poyser                          | EUA                             | Drama                                       | Rusty Kelley, Gary Chason, Viviane Vives | Um adolescente tímido faz amizade com um escritor de erótica |
| D.E.B.S.                                                                     | Angela Robinson                       | EUA                             | Ação, Comédia                               | Sara Foster, Jordana Brewster, Meagan Good, Devon Aoki, Jill Ritchie, Geoff Stults                                                                   | Baseado no curta homônimo de 2003 |
| Deed Poll                                                                    | Ingo J. Biermann                      | Alemanha                        | Suspense                                    | Andre Schneider, Barbara Kowa, Rainer-Maria Wittenauer, Gianni Meurer, Martina Schaak                                                                | Irmão e irmã incestuosos matam um garoto de programa e fazem cartas de pôquer com sua pele                                                                                               |
| Delivery                                                                     | Nikos Panayotopoulos                  | Grécia                          | Drama                                       | Thanos Samaras, Agathi Ahilleos, Petros Aivazis, Nikos Alatzas, Vasilis Andreou, Ioanna Artemiou                                                     | Um jovem vai à Atenas para procurar sua sorte |
| De-Lovely                                                                    | Irwin Winkler                         | EUA, Reino Unido                | Drama                                       | Kevin Kline, Ashley Judd, Jonathan Pryce, Kevin McNally, Sandra Nelson, Allan Corduner                                                               | Baseado na vida e carreira de Cole Porter |
| Denied                                                                       | David Paul Scott                      | EUA                             | Drama                                       | Lee Rumohr, Matt Austin, Sarah Kanter, Matthew Finlason, Nathalie Toriel, Christina Sicoli                                                           | Um homem se apaixona por seu melhor amigo, que não quer ter um relacionamento |
| Derek Jarman: Life as Art                                                    | Andy Kimpton-Nye                      | Reino Unido                     | Documentário                                | Tariq Ali, Jill Balcon, Simon Fisher-Turner, Christopher Hobbs, Gaye Jarman, James McKay                                                             | Sobre a vida e o trabalho do cineasta Derek Jarman |
| Le dernier jour                                                              | Rodolphe Marconi                      | França                          | Drama                                       | Mélanie Laurent, Gaspard Ulliel, Nicole Garcia, Bruno Todeschini, Thibault Vinçon, Daniel Berlioux                                                   | trad. O Último Dia Um jovem descobre sua sexualidade ao visitar sua família disfuncional                                                                                                 |
| Di madre in figlia                                                           | Fabiana Sargentini                    | Itália                          | Documentário                                | | Diversas mulheres falam sobre o que elas tem em comum com suas mães |
| A Dirty Shame                                                                | John Waters                           | EUA                             | Comédia                                     | Tracey Ullman, Johnny Knoxville, Selma Blair, Chris Isaak, Suzanne Shepherd, Mink Stole                                                              | trad. Clube dos Pervertidos |
| Disi duboko                                                                  | Dragan Marinkovic                     | Sérvia e Montenegro             | Drama                                       | Ana Franić, Jelena Đokić, Mira Furlan, Bogdan Diklić, Branislav Tomašević, Nikola Đuričko                                                            | trad. Respire Promovido como 'o primeiro filme LGBT sérvio' |
| Dixie Queen                                                                  | Miles Christian Daniels               | EUA                             | Documentário                                | Tara Nicole Brooks, Scarlett Dailey, The Lady Bunny                                                                                                  | Segue a vida de uma drag queen do sul dos Estados Unidos |
| Doble juego                                                                  | Alberto Durant                        | Peru                            | Drama, Comédia                              | Fabrizio Aguilar, Carlos Alcantara, Gianfranco Brero, Fernando Cayo, Katia Condos, Gianella Neyra                                                    | trad. Jogo Duplo |
| Dodgeball: A True Underdog Story                                             | Rawson Marshall Thurber               | EUA                             | Comédia                                     | Vince Vaughn, Christine Taylor, Ben Stiller, Rip Torn, Justin Long, Stephen Root                                                                     | |
| Dog Gone Love                                                                | Rob Lundsgaard                        | EUA                             | Comédia                                     | Alexander Chaplin, Lindsay Sloane, Marina Black, Richard Kind, Jordan Ladd, Alexandra Boyd                                                           | [ 59 ] |
| Dominatrix Waitrix                                                           | Stacy Goldate                         | EUA                             | Musical, Ficção Científica                  | Eve Minax, Sache | Um clone é uma garçonete dominatrix de libido excessiva |
| Dong Pek Ham yu sheung O Wan (當碧咸遇上奧雲)                                | Adam Wong                             | Hong Kong                       | Comédia, Drama                              | Eric Leung, Kelvin Lau, Jojo Yau | Dois garotos, unidos pelo amor ao futebol, crescem juntos, e um percebe que gosta do outro                                                                                               |
| Dorian Blues                                                                 | Tennyson Bardwell                     | EUA                             | Comédia, Drama                              | Michael McMillian, Lea Coco, Steven Charles Fletcher, Mo Quigley, Austin Basis, Ryan Kelly Berkowitz                                                 | Sobre um adolescente gay aceitando sua identidade no interior de Nova Iorque |
| Down the River (ตามสายน้ำ)                                                    | Anucha Boonyawatana                   | Tailândia                       | Drama                                       | Prakasit Horwannapakorn, Napong Viriyasomboon | Um garoto é apaixonado por seu colega de turma aparentemente hétero |
| Drawing Out the Demons                                                       | David Vaisbord                        | Canadá                          | Documentário                                | | Sobre o pintor canadense Attila Richards Lukacs |
| Ecstasy in Berlin, 1926                                                      | Maria Beatty                          | EUA                             | Erótico                                     | Sonya Sovereign, Paula Rosengarthen | Sobre uma dominatrix e sua escrava sexual na Berlim dos anos 20 |
| Enduring Love                                                                | Roger Michell                         | Reino Unido                     | Terror, Drama                               | Daniel Craig, Rhys Ifans, Samantha Morton, Bill Nighy                                                                                                | Baseado no romance homônimo de Ian McEwan |
| L'Ennemi Naturel                                                             | Pierre-Erwan Guillaume                | França                          | Crime, Drama                                | Jalil Lespert, Aurélien Recoing, Patrick Rocca, Doria Achour, Florence Loiret Caille, Lucy Russell                                                   | trad. Inimigo Natural Um detetive investiga a misteriosa morte de um adolescente |
| Envying Alice                                                                | Aaron Covich, Colby Hanik             | EUA                             | Drama                                       | Jeremy Curran, Jessica May, Jake Metiva, Jenny Joy, Jessica Bergman, Emily Dunham                                                                    | Quatro amigos procuram aceitação, felicidade, e o amor |
| Eros thérapie                                                                | Danièle Dubroux                       | França                          | Comédia                                     | Isabelle Carré, Catherine Frot, Melvil Poupaud, François Berléand                                                                                    | Um homem tenta reconquistar sua esposa bissexual que vive com a namorada lésbica |
| Eternal                                                                      | Wilhelm Liebenberg, Frederico Sanchez | Canadá                          | Terror                                      | Conrad Pla, Caroline Néron, Victoria Sanchez, Nick Baillie, Ilona Elkin, Sarah Manninen                                                              | A busca de um homem por sua esposa desaparecida o leva a uma mulher misteriósa e sua empregada                                                                                           |
| Ethan Mao                                                                    | Quentin Lee                           | Canadá, EUA                     | Drama, Suspense                             | Jun Hee Lee, Raymond Ma, Julia Nickson-Soul, Kevin Kleinberg, Jerry Hernandez, David Tran                                                            | |
| L'Étrange Destin du Colonel Jin Xing                                         | Sylvie Levey, Pascal Vasselin         | França                          | Documentário                                | Sing Jin, Jin Xing | Uma mãe, bailarina, e atriz trans fala sobre seu passado como general do Exército de Libertação Popular                                                                                  |
| Et Sheaava Nafshi                                                            | Ilil Alexander                        | Israel                          | Documentário                                | | trad. Não Fiquem Quietas Sobre um grupo de lésbicas judias ortodoxas |
| Eulogy                                                                       | Michael Clancy                        | EUA, Reino Unido, Alemanha      | Comédia, Drama                              | Zooey Deschanel, Hank Azaria, Famke Janssen, Kelly Preston, Ray Romano, Debra Winger                                                                 | trad. Um Funeral Muito Louco Três gerações da mesma família convergem no funeral do patriarca                                                                                            |
| Everyone                                                                     | Bill Marchant                         | Canadá                          | Comédia                                     | Matt Fentiman, Mark Hildreth, Brendan Fletcher, Katherine Billings, Michael Chase, Suzanne Hepburn                                                   | Um casal gay organiza uma cerimônia de casamento em seu quintal |
| Farm Family: In Search of Gay Life in Rural America                          | T. Joe Murray                         | EUA                             | Documentário                                | Joe Corrigan, Maqui, T. Joe Murray | Sobre homens gays vivendo nas áreas rurais dos EUA |
| Far Too Gone                                                                 | Brian Labrecque                       | EUA                             | Comédia                                     | Felicia Banegas, Robert N. DeVoe, Kendra Houton, Rebecca Pauline Johnson, Sherrie Jolliffe, Brian Jones                                              | [ 75 ] |
| El Favor                                                                     | Pablo Sofovich                        | Argentina                       | Comédia                                     | Victoria Onetto, Javier Lombardo, Mariana Briski, Bernarda Pagés                                                                                     | Um casal de lésbicas que querem ter um filho drogam o irmão de um delas para que a outra engravide                                                                                       |
| Feuille                                                                      | Youxin Yang                           | China                           | Drama                                       | Youxin Yang, Sabine Bail, Hongwu Chen, Veronique Testard, Jean-Chretien Sibertin-Blanc                                                               | Uma pintora se apaixona por uma fotógrafa francesa comprometida |
| Fight Back, Fight AIDS: 15 Years of ACT UP                                   | James Wentzy                          | EUA                             | Documentário                                | | Um olhar sobre a ACT UP, uma organização de conscientização sobre a AIDS, do seu começo até o presente                                                                                   |
| Fino a farti male                                                            | Alessandro Colizzi                    | Itália                          | Drama                                       | Christopher Buchholz, Karin Giegerich, Jacqueline Lustig, Agnese Nano, Dodo Oltrecolli, Elisabetta Piccolomini                                       | Não conseguindo decidir entre seu marido e a amazona por quem ela se apaixonou, uma mulher decide se matar                                                                               |
| Freshman Orientation                                                         | Ryan Shiraki                          | EUA                             | Comédia, Romance                            | Sam Huntington, Marla Sokoloff, Mike Erwin, Heather Matarazzo, Jud Tylor, John Goodman                                                               | Também conhecido como Home of Phobia Um universitário finge ser gay para se aproximar da garota que gosta                                                                                |
| Garçon stupide                                                               | Lionel Baier                          | França, Suíça                   | Comédia, Drama                              | Pierre Chatagny, Natacha Koutchoumov, Rui Pedro Alves, Lionel Baier                                                                                  | trad. Garotinho Bobo |
| Gay de Film                                                                  | Tom Six                               | Países Baixos                   | Comédia, Drama                              | Hugo Metsers, Joris van de Sande | Primeiro filme a se passar no mundo gay de Amesterdão |
| Gay Republicans                                                              | Wash Westmoreland                     | EUA                             | Documentário                                | Maurice Bonamigo, Carla Halbrook, Terry William Hamilton, Mark Harris, Steve May, Carol Newman                                                       | Republicanos gays e lésbicas tem que decidir se votarão para George W. Bush apesar de suas políticas homofóbicas                                                                         |
| Gefangen                                                                     | Jörg Andreas                          | Alemanha                        | Crime, Drama, Romance                       | Marcel Schlutt, Mike Sale, Ralph Steel, David Parik                                                                                                  | trad. Prisioneiro Dois prisioneiros lutam para manter seu relacionamento |
| Girl Play                                                                    | Lee Friedlander                       | EUA                             | Comédia, Romance                            | Robin Greenspan, Lacie Harmon, Mink Stole, Dom DeLuise, Katherine Randolph, Lauren Maher                                                             | trad. Mulheres em Representação Duas atrizes lésbicas se conhecem quando são escaladas em uma peça                                                                                       |
| Girlfriend                                                                   | Karan Razdan                          | Índia                           | Drama                                       | Isha Koppikar, Amrita Arora, Aashish Chaudhary, Sumeet Nijhawan, Shantanu Chappana, Dolly Malhotra                                                   | Uma mulher fica com ciúmes de sua melhor amiga quando esta arranja um namorado |
| Gloriously Free                                                              | Ed Sinclair                           | Canadá                          | Documentário                                | | Sobre refugiados LGBTs escapando de perseguição em seus países de origem |
| G.O.R.A.                                                                     | Ömer Faruk Sorak                      | Turquía                         | Ficção Científica                           | Cem Yılmaz, Özge Özberk, Özkan Uğur, Ozan Güven, Rasim Öztekin, Şafak Sezer                                                                          | Um vendedor de tapetes é abduzido por alienígenas |
| The Graffiti Artist                                                          | James Bolton                          | EUA                             | Drama                                       | Ruben Bansie-Snellman, Pepper Fajans, Luke Cook | Segue a rotina de um grafiteiro anarquista |
| Grande école                                                                 | Robert Salis                          | França                          | Drama                                       | Gregori Baquet, Alice Taglioni, Jocelyn Quivrin, Élodie Navarre, Arthur Jugnot, Salim Kechiouche                                                     | Baseado na peça homônima de Jean-Marie Besset. |
| Hainan ji fan (海南雞飯)                                                     | Kenneth Bi                            | Singapura, Hong Kong, Austrália | Comédia, Drama                              | Sylvia Chang, Martin Yan, Mélanie Laurent, LePham Tan, Andy Mok, Craig Toh, Maggie Q                                                                 | Com medo de seu filho mais novo ser gay como os irmãos, uma mulher acolhe uma estudante francêsa                                                                                         |
| Happy Birthday Oscar Wilde                                                   | Bill Hughes                           | Reino Unido                     | Documentário                                | Simon Williams, Jillian Armenante, Edward Asner, Helen Baxendale, Stephanie Beacham, Emma Bolger                                                     | Comemora o 150º aniversário de Oscar Wilde |
| Hardcore                                                                     | Dennis Iliadis                        | Grécia                          | Drama                                       | Katerina Tsavalou, Danai Skiadi, Ioannis Papazisis, Omiros Poulakis                                                                                  | Fugindo de uma vida dolorida, duas jovens trabalham em um bordel e acabam se apaixonando                                                                                                 |
| Harry + Max                                                                  | Christopher Münch                     | EUA                             | Drama                                       | Bryce Johnson, Cole Williams, Rain Phoenix, Katherine Ellis, Roni Deitz, Tom Gilroy                                                                  | Dois irmãos ídolos adolescentes tem uma relação peculiar |
| Head in the Clouds                                                           | John Duigan                           | Reino Unido, Canadá             | Histórico, Drama                            | Charlize Theron, Jolyane Langlois, Penélope Cruz, Stuart Townsend, Thomas Kretschmann, Steven Berkoff                                                | |
| The Heart is Deceitful Above All Things                                      | Asia Argento                          | EUA                             | Drama                                       | Asia Argento, Jimmy Bennett, Jeremy Renner, Winona Ryder, Ornella Muti, Peter Fonda                                                                  | trad. Maldito Coração |
| Hearts Cracked Open                                                          | Betsy Kalin                           | EUA                             | Documentário, Erótico                       | Annie Sprinkle, Pamela Madison, Evalena Rose, Marcia Singer, Bruce Anderson, Sharon Neal Williams                                                    | Uma exploração do tantra lésbico |
| Hellbent                                                                     | Paul Etheredge-Ouzts                  | EUA                             | Terror                                      | Dylan Fergus, Bryan Kirkwood, Hank Harris, Andrew Levitas, Matt Phillips, Kent Bradley James                                                         | Responsável por uma onda de filmes slasher gays |
| Heróis Imaginários                                                           | Dan Harris                            | EUA                             | Drama                                       | Sigourney Weaver, Jeff Daniels, Emile Hirsch, Michelle Williams, Ryan Donowho, Kip Pardue                                                            | |
| Hidden Führer: Debating the Enigma of Hitler's Sexuality                     | Fenton Bailey, Randy Barbato          | EUA                             | Documentário                                | Geoffrey Giles, Brigitte Hamann, Ron Rosenbaum, Ralf Dose, Michelangelo Signorile                                                                    | |
| Hildes Reise                                                                 | Christof Vorster                      | Suíça                           | Drama                                       | Michael Finger, Oliver Stokowski, Katharina von Bock, Peter Rühring                                                                                  | Após a morte de seu namorado, um homem herda toda a fortuna dele |
| A Home at the End of the World                                               | Michael Mayer                         | EUA                             | Drama                                       | Colin Farrell, Dallas Roberts, Robin Wright Penn, Sissy Spacek, Matt Frewer, Erik Scott Smith                                                        | trad. A Casa do Fim do Mundo Baseado no romance homônimo de Michael Cunningham |
| Hu die (蝴蝶)                                                                | Yan Yan Mak                           | Hong Kong                       | Drama                                       | Josie Ho, Eric Kot, Yuan Tian, Stephanie Che, Yat Ning Chan, Joman Chiang                                                                            | trad. Borboleta Uma professora casada se apaixona por uma jovem cantora |
| I Can’t Marry You                                                            | Catherine Gray                        | EUA                             | Documentário                                | Adam Aronson, Betty DeGeneres, John J. McNeill, Evan Wolfson                                                                                         | 20 casais gays e lésbicos falam sobre suas vidas e a necessidade da legalização do casamento entre pessoas do mesmo sexo                                                                 |
| Ice Men                                                                      | Thom Best                             | Canadá                          | Drama                                       | Martin Cummins, David Hewlett, Greg Spottiswood, James Thomas, Ian Tracey, Brandy Ledford                                                            | |
| In Good Conscience: Sister Jeannine Gramick’s Journey of Faith               | Barbara Rick                          | EUA                             | Documentário                                | Jeannine Gramick | Uma freira desafia ordens do Vaticano ao ministrar para gays e lésbicas católicos |
| inter.m@tes                                                                  | Hamilton McLeod                       | Filipinas                       | Drama                                       | Ian Veneracion, Raymond Bagatsing, Migui Moreno, Simon Ibarra, Mike Lloren, Jojo Alejar                                                              | Um grupo online de amigos gays implode quando o namorado de um deles tem um caso, que resulta em uma morte                                                                               |
| Intimitäten                                                                  | Lukas Schmid                          | Alemanha, Espanha               | Documentário                                | Milton Abdallah, Jorg Andreas, Anton, Cyrus, Bruno del Bono, Chris Fox                                                                               | Uma estudo sobre a intimidade sexual que segue as filmagens de um estúdio pornô gay |
| Is It Really So Strange?                                                     | William E. Jones                      | EUA                             | Documentário                                | Steven Patrick Morrissey | Entrevista fãs latinos dos Smiths em Los Angeles |
| I Will Survive                                                               | Joel Lamangan                         | Filipinas                       | Musical                                     | Maricel Soriano, Dina Bonnevie, Judy Ann Santos, Eric Quizon, Pilita Corrales, Tonton Gutierrez                                                      | Quatro amigos, três mulheres e um homem gay, vão ao quinto casamento de sua antiga professora de música                                                                                  |
| Jack                                                                         | Lee Rose                              | EUA                             | Drama                                       | Anton Yelchin, Stockard Channing, Ron Silver | Um adolescente tem que aceitar a homossexualidade de seu pai depois do divórcio dele com a mãe                                                                                           |
| Jailbait                                                                     | Brett C. Leonard                      | EUA                             | Drama                                       | Stephen Adly Guirgis, Michael Pitt, Laila Robins, David Zayas, Eric Trosman, Brian Albanese                                                          | Um jovem é sentenciado à 25 anos de prisão e seu colega de cela tem conselhos para ele                                                                                                   |
| Jargo                                                                        | Maria Solrun                          | Alemanha                        | Drama                                       | Constantin von Jascheroff, Udo Kier, Ulrich Noethen, Josefine Preuß, Oktay Özdemir, Nora von Waldstätten                                             | Um jovem alemão criado na Arábia Saudita se muda para Berlim |
| Jiminy Glick in Lalawood                                                     | Vadim Jean                            | EUA                             | Comédia                                     | Martin Short, Jan Hooks, Linda Cardellini, Elizabeth Perkins, John Michael Higgins, Janeane Garofalo                                                 | [ 109 ] |
| Kärlekens Språk 2000                                                         | Anders Lennberg                       | Suécia                          | Experimental, Erótico                       | Regina Lund, Jan Mybrand, Bert-Ake Varg, Kim Anderzon, Themba Tainton                                                                                | Filme educativo sexual sobre um triângulo amoroso lésbico |
| Kenedi se vraća kući                                                         | Želimir Žilnik                        | Sérvia e Montenegro             | Documentário                                | Kenedi Hasani, Denis Ajeti, Orhan Beriša | Sobre a deportação de pessoas rom |
| Key West: City of Colors                                                     | Talmadge Heyward                      | EUA                             | Documentário                                | Gilbert Baker | Sobre Key West, ilha que abriga pessoas de várias raças, gêneros, e identidades sexuais                                                                                                  |
| Kinsey                                                                       | Bill Condon                           | EUA                             | Biográfico, Drama                           | Liam Neeson, Laura Linney, Peter Sarsgaard, Chris O'Donnell, Timothy Hutton, John Lithgow                                                            | Segue a vida e o trabalho de Alfred Kinsey, um pioneiro da sexologia |
| Knots                                                                        | Greg Lombardo                         | EUA                             | Comédia                                     | Scott Cohen, John Stamos, Annabeth Gish, Paulina Porizkova, Michael Leydon Campbell, Tara Reid                                                       | trad. Confusões Três amigos procuram o amor, e um deles é seduzido por uma mulher que rouba sua esposa                                                                                   |
| Kung Fu Hustle                                                               | Stephen Chow                          | China                           | Ação, Comédia                               | Stephen Chow, Yuen Wah, Yuen Qiu, Lam Tze-chung, Bruce Leung Siu-Lung, Eva Huang                                                                     | [ 114 ] |
| Lapsia ja aikuisia – Kuinka niitä tehdään?                                   | Aleksi Salmenperä                     | Finlândia, Suécia               | Comédia, Drama                              | Minna Haapkylä, Kari-Pekka Toivonen, Minttu Mustakallio, Tommi Eronen, Pekka Strang, Dick Idman                                                      | Quando seu namorado diz não querer ter filhos, uma mulher pede a ajuda de uma colega da clínica de fertilidade                                                                           |
| Laramie Inside Out                                                           | Beverly Seckinger                     | EUA                             | Documentário                                | Fred Phelps | A resposta da comunidade de Laramie após o assassinato de Matthew Shepard |
| Lesbianas de Buenos Aires                                                    | Santiago García                       | Argentina                       | Documentário                                | | A vida diária de três mulheres lésbicas de Buenos Aires |
| Let No One Put Asunder: The Legal Recognition of Same Sex Marriage in Canada | Alexis Foss Mackintosh                | Canadá                          | Documentário                                | | Segue três casais à procura do reconhecimento legal de sua união |
| A Letter to True                                                             | Bruce Weber                           | EUA                             | Documentário                                | Julie Christie, Marianne Faithfull, Bruce Weber, Thomas Sessa, Gerald Johnson, Marleine Bastein                                                      | Sobre os cachorros do diretor, uma família de golden retrievers |
| Liberated 2                                                                  | Mac Alejandre                         | Filipinas                       | Comédia                                     | Diana Zubiri, Francine Prieto, Rodel Velayo, Christian Vasquez                                                                                       | Continuação do filme de 2003 |
| O Libertino                                                                  | Laurence Dunmore                      | Reino Unido, Austrália          | Biográfico, Drama                           | Johnny Depp, Samantha Morton, John Malkovich, Rosamund Pike                                                                                          | A vida de John Wilmot, o segundo Conde de Rochester |
| Little Lady Fauntleroy                                                       | Roger Pomphrey                        | Reino Unido                     | Documentário                                | Keith Allen, Lauren Harries | [ 121 ] |
| Love on the Side                                                             | Vic Sarin                             | Canadá, EUA                     | Comédia, Romance                            | Marla Sokoloff, Jennifer Tilly, Monika Schnarre, Dave Thomas, Jonathan Cherry, Barry Watson                                                          | Uma mulher de negócios passa por uma pequena cidade e se interessa por uma jovem garçonete                                                                                               |
| Má Educação                                                                  | Pedro Almodóvar                       | Espanha                         | Drama                                       | Gael García Bernal, Fele Martínez, Raúl García Forneiro, Daniel Giménez Cacho, Javier Cámara                                                         | |
| Making Grace                                                                 | Catherine Gund                        | EUA                             | Documentário                                | Elizabeth Bing, Dr. Sami S. David, Dave Johnson, Ann Krsul, John Krsul, Justine Krsul                                                                | Um casal lésbico procura a maternidade |
| Mango Kiss                                                                   | Sascha Rice                           | EUA                             | Comédia, Romance                            | Danièle Ferraro, Michelle Wolff, Sally Kirkland, Dru Mouser, Tina Marie Murray, Shannon Rossiter                                                     | Uma mulher se apaixona por sua melhor amiga Baseado na peça Bermuda Triangles de Sarah Brown                                                                                             |
| Männer wie wir                                                               | Sherry Hormann                        | Alemanha                        | Comédia                                     | Eileen Eilender, Leon Breitenborn, Dietmar Bär, Saskia Vester, Anna Koesling, Steven Wellmann                                                        | Um goleiro gay junta um time de futebol só de gays para disputar uma partida com o time homofóbico que o despediu                                                                        |
| Mark Six Comedy (多重彩)                                                     | Sum Lam Tat-wai                       | Hong Kong                       | Comédia                                     | Emotion Cheung, Maria Chen, Amy Fan | Trabalhadoras de um escritório e um entregador gay fazem uma vaquinha para jogar na loteria                                                                                              |
| Minha Mãe                                                                    | Christophe Honoré                     | França                          | Drama                                       | Isabelle Huppert, Louis Garrel, Emma de Caunes, Joana Preiss                                                                                         | Adaptação do romance homónimo de Georges Bataille |
| El misterio de los almendros                                                 | Jaime Humberto Hermosillo             | México                          | Mistério, Drama                             | María Rojo Alejandro, Tommasi José, Juan Meraz, Manuel Medina, Karla Constantini                                                                     | Dois detetives devem finger serem um casal gay para se aproximar de uma viúva perversa                                                                                                   |
| Mr. Leather                                                                  | Jason Garrett                         | EUA                             | Documentário                                | Stephen W. Blackwell, Chris Villa | Segue nove participantes do concurso Mr. Leather de 2003 em Los Angeles |
| Mrs. Stevens Hears the Mermaids Singing                                      | Linda Thornburg                       | EUA                             | Romance, Drama                              | Lucy Brightman, Harley Kaplan, Patrick Richwood, Emanueal Buckley, George Caleodis                                                                   | Uma autora lésbica causa um escândalo quando escreve sobre duas mulheres apaixonadas |
| Mulheres Perfeitas                                                           | Frank Oz                              | EUA                             | Comédia, Drama, Ficção Científica, Suspense | Nicole Kidman, Matthew Broderick, Bette Midler, Christopher Walken, Roger Bart, Faith Hill                                                           | |
| Mysterious Skin                                                              | Gregg Araki                           | EUA, Países Baixos              | Drama                                       | Joseph Gordon-Levitt, Chase Ellison, Brady Corbet, Michelle Trachtenberg, Bill Sage, Jeffrey Licon, Mary Lynn Rajskub                                | Baseado no romance homônimo de Scott Heim |
| My Summer of Love                                                            | Paweł Pawlikowski                     | Reino Unido                     | Romance, Drama                              | Natalie Press, Emily Blunt, Paddy Considine, Dean Andrews, Michelle Byrne, Paul-Anthony Barber                                                       | |
| Nachbarinnen                                                                 | Franziska Meletzky                    | Alemanha                        | Drama                                       | Dagmar Manzel, Grażyna Szapołowska, Jörg Schüttauf, Berndt Stübner, Ramona Kunze-Libnow, Helge Lang                                                  | Duas mulheres tem que passar duas semanas juntas em um apartamento |
| Naked Fame                                                                   | Christopher Long                      | EUA                             | Documentário, Biográfico                    | Chi Chi LaRue, Donna Mears, Ken Soukesian, Colton Ford                                                                                               | Sobre um ator pornô que decidiu mudar de carreira aos 40 anos para começar uma banda com seu parceiro                                                                                    |
| Napola – Elite für den Führer                                                | Dennis Gansel                         | Alemanha                        | Drama                                       | Max Riemelt, Tom Schilling, Jonas Jägermeyr, Leon A. Kersten, Devid Striesow, Joachim Bißmeier                                                       | |
| Nick Name & The Normals                                                      | Howard Skora                          | EUA                             | Documentário                                | Kent Bradley James, Tony Jardine, Ben Morris | Sobre Nick Name, um ex-missionário mórmon que se assumiu e fundou uma banda punk |
| Nine Lives                                                                   | Dean Howell                           | EUA                             | Romance, Drama                              | Steve Callahan, William Christian, Dennis Christopher, Dean Howell                                                                                   | Nove monólogos explorando a vida gay americana |
| Noel                                                                         | Chazz Palminteri                      | EUA, Canadá                     | Drama                                       | Susan Sarandon, Paul Walker, Penélope Cruz, Alan Arkin, Marcus Thomas                                                                                | |
| The Nomi Song                                                                | Andrew Horn                           | EUA                             | Documentário                                | Ann Magnuson, Joey Arias, Calvin Churchman, Gabriele Lafari, David McDermott, Page Wood                                                              | Sobre a vida do cantor Klaus Nomi |
| Number One, Longing. Number Two, Regret                                      | Neil Wassell                          | Reino Unido                     | Suspense                                    | Jenny Agutter, Jeremy Bulloch, Paul Conway, Laurent Maurel, John Moraitis, Kendra Torgan                                                             | Dois detetives investigam um homem atormentado acusado de matar seu colega de quarto |
| Offensive Behaviour                                                          | Patrick Gillies                       | Nova Zelândia                   | Comédia                                     | Richard Allom Cosgrove, Janice Gray, David Sheard, Fraser Jackson, Yvonne Dyson, Aaron Bloomfield                                                    | Um cineasta falido começa a produzir filmes pornográficos para se manter |
| On The Downlow                                                               | Tadeo Garcia                          | EUA                             | Drama                                       | Tony Sancho, Michael Cortez, Donato Cruz, Felipe Camacho, Carmen Cenko, Jonathan Rodriguez                                                           | Dois jovens latinos envolvidos em uma gangue tem um romance proibido |
| One Man Show: A Musical Documentary                                          | Ira Rosensweig                        | EUA                             | Documentário, Musical                       | Alfred Coll, Christina Coll, Deborah Coll, Joey Coll, Joan Darragh, Jon Falcon                                                                       | Em 1999, o artista gay porto-riquenho John Falcon ganhou na loteria e usou o dinheiro para financiar seu espetáculo                                                                      |
| Open Secrets                                                                 | José Torrealba                        | Canadá                          | Documentário                                | | Mostra como as forças armadas canadenses lidavam com soldados gays durante e depois da Segunda Guerra                                                                                    |
| The Opposite Sex: Jamie’s Story                                              | Josh Aronson                          | EUA                             | Documentário                                | | Segue a jornada de transição de gênero de uma mulher |
| The Opposite Sex: Rene’s Story                                               | Josh Aronson                          | EUA                             | Documentário                                | | Um homem trans casado é exposto em sua igreja |
| The Other Side of AIDS                                                       | Robin Scovill                         | EUA                             | Documentário                                | Robert Gallo, Frank Sontag, Michael Eller, David Rasnick, Rodney Richards, Charles Farthing                                                          | Documentário pseudocientífico que entrevista negacionistas da AIDS e pessoas soropositivas que recusaram tratamento                                                                      |
| Outing Riley                                                                 | Pete Jones                            | EUA                             | Comédia                                     | Pete Jones, Nathan Fillion, Stoney Westmoreland, Dev Kennedy, Julie Pearl, Bob Riley                                                                 | Um homem gay se assume para seus três irmãos aos 30 anos de idade |
| Palermo Hollywood                                                            | Eduardo Pinto                         | Argentina                       | Drama                                       | Brian Maya, Matías Desiderio, Manuela Pal, Edgardo Nieva, Christina Banegas                                                                          | Dois melhores amigos são ladrões que se envolvem em um sequestro que dá errado |
| Paternal Instinct                                                            | Murray Nossel                         | EUA                             | Documentário                                | Mark, Erik, Wen | Segue um casal gay encontram uma barriga de aluguel |
| Pédale dure                                                                  | Gabriel Aghion                        | França                          | Comédia                                     | Gérard Darmon, Michèle Laroque, Dany Boon, Jacques Dutronc, Ruben Alves                                                                              | Uma mulher aceita ser barriga de aluguel para seus amigos gays, mas acaba se apaixonando por um estranho                                                                                 |
| People                                                                       | Fabien Onteniente                     | Espanha, França                 | Comédia                                     | Rupert Everett, José Garcia, Patrice Cols, Elie Semoun, Ornella Muti, Lambert Wilson                                                                 | trad. Extravagância em Ibiza Um promotor de eventos de Ibiza recebe uma proposta de aliança de um antigo rival                                                                           |
| Perfecto amor equivocado                                                     | Gerardo Chijona                       | Cuba                            | Drama                                       | Luis Alberto García, Sancho Gracia, Susana Pérez, Paula Ali                                                                                          | [ 147 ] |
| Peter Tatchell: Just Who Does He Think He Is?                                | Max Barber                            | Reino Unido                     | Documentário                                | Stephen Bourne, Michael Cashman, Ivan Massow, Ian McKellen, Peter Tatchell                                                                           | Sobre Peter Tatchell, controverso ativista de direitos humanos britânico |
| Les petits fils                                                              | Ilan Duran Cohen                      | França                          | Drama, Comédia                              | Reine Ferrato, Guillaume Quatravaux, Jean-Philippe Sêt, Brice Cauvin, Régis Gambier, Ilan Duran Cohen                                                | Depois da morte de sua mãe, um homem é consolado por sua avó |
| Plon naya (ปล้นนะยะ)                                                          | Poj Arnon                             | Tailândia                       | Comédia                                     | Winai Kraibutr, Jaturong Mokjok, Thongthong Mokjok, Koti Arambawy, Noppon Phitaklopanit, Ratchaphoom Tokongsup                                       | Quatro kathoeys com problemas diferentes decidem roubar um banco, sem saber que outro grupo planeja roubar o mesmo                                                                       |
| The Plug Lady                                                                | Anthony Saladino                      | EUA                             | Comédia                                     | Anthony Saladino, Dakota Jackson, J.P. Donahue, Debra Fontaine, Jeffrey Middleton                                                                    | Um jovem se muda para Nova Iorque para se tornar uma drag queen famosa |
| Post Coitum                                                                  | Juraj Jakubisko                       | República Checa                 | Comédia                                     | Franco Nero, Eva Elsnerová, Richard Krajčo, Lucie Vondráčková, Mahulena Bočanová                                                                     | trad. Depois do Sexo Segue os diversos e entrlaçados relacionamentos sexuais dentro de um grupo de pessoas muito diferentes                                                              |
| Poster Boy                                                                   | Zak Tucker                            | EUA                             | Drama                                       | Jack Noseworthy, Valerie Geffner, Lorri Bagley, Austin Lysy, Matt Newton Neal Huff                                                                   | O filho gay não assumido de um senador homofóbico tem que dar um discurso para a campanha do pai                                                                                         |
| Prom Queen: The Marc Hall Story                                              | John L'Ecuyer                         | Canadá                          | Biográfico, Comédia, Drama                  | Aaron Ashmore, Mac Fyfe, Tamara Hope, Trevor Blumas, Dave Foley                                                                                      | trad. A Rainha do Baile Uma história real onde um jovem é impedido de levar o namorado para o baile da escola e decide processar a instituição                                           |
| The Punisher                                                                 | Jonathan Hensleigh                    | EUA, Alemanha                   | Ação                                        | Thomas Jane, John Travolta, Roy Scheider, Will Patton, Rebecca Romijn, Ben Foster                                                                    | |
| Puños rosas                                                                  | Beto Gómez                            | México                          | Drama, Crime                                | Jose Yenque, Rodrigo Oviedo, Marius Biegai, Jaime Camil, Omar Chaparro, Eduardo España                                                               | Um jovem boxeador testemunha um assassinato e forma um relacionamento peculiar com o gangster responsável                                                                                |
| Queer Boys and Girls on the Shinkansen                                       | Vários                                | Japão                           | Drama, Experimental                         | Kenjiro Hasegawa, Kang Yen-Nien, Woolala Satoko, Hata Tomoaki, Takasaki Keiichi, Hirai Yuko, Kôichi Imaizumi, Taguchi Hiroki, Akira the Hustler, iri | Uma compilação de histórias onde dez cineastas retratam a realidade LGBT no meio em que trabalham                                                                                        |
| Queer for Fear                                                               | Desconhecido                          | EUA                             | Documentário                                | Harry M. Benshoff | Uma lição explorando o subtexto gay e lésbico presente em filmes de terror |
| Rainbow Pride                                                                | Marie-Jo Ferron                       | EUA                             | Documentário                                | Gilbert Baker | Sobre a criação da primeira bandeira do orgulho gay por Gilbert Baker |
| The Ranch                                                                    | Susan Seidelman                       | Canadá, EUA                     | Comédia, Drama                              | Jennifer Aspen, Jessica Collins, Samantha Ferris, Nicki Micheaux, Paige Moss, Ty Olsson                                                              | trad. O Rancho do Amor Um grupo de mulheres trabalha em um bordel legalizado sob a supervisão de um inspetor de saúde                                                                    |
| The Raspberry Reich                                                          | Bruce LaBruce                         | Alemanha, Canadá                | Comédia                                     | Susanne Sachße, Daniel Bätscher, Andreas Stich, Dean Monroe, Anton Z. Risan, Daniel Fettig                                                           | |
| Reservation-Mike Goes Home                                                   | David Cherniack                       | Canadá                          | Documentário                                | | Um homem ameríndio deixa a reserva onde morava e se muda para Vancouver, onde pode ser abertamente gay                                                                                   |
| Ring of Darkness                                                             | David Decoteau                        | EUA                             | Terror                                      | Adrienne Barbeau, Stephen Martines, Jeremy Jackson, Ryan Starr, Colin Bain                                                                           | |
| Sabel                                                                        | Joel Lamangan                         | Filipinas                       | Drama                                       | Judy Ann Santos, Wendell Ramos, Sunshine Dizon, Iza Calzado, Rio Locsin                                                                              | Uma mulher com uma infância conturbada e moralidade ambígua é acusada de assassinato |
| Saint Ralph                                                                  | Michael McGowan                       | Canadá                          | Comédia, Drama                              | Adam Butcher, Campbell Scott, Michael Kanev, Gordon Pinsent, Tamara Hope, Keir Gilchrist                                                             | trad. Em Busca de um Milagre Um garoto tenta ganhar a maratona de Boston de 1954 |
| Saints and Sinners                                                           | Abigail Honor, Yan Vizinberg          | EUA                             | Documentário                                | Edward DeBonis, Olga DeBonis, Theodore DeBonis | Explora os aspectos sociais, religiosos, e políticos do casamento entre pessoas do mesmo sexo e seu efeito na sociedade americana                                                        |
| Sancharram (സഞ്ചാരം)                                                            | Ligy J. Pullappally                   | Índia                           | Romance, Drama                              | Suhasini V. Nair, Shruthy Menon, KPAC Lalitha, Valsala Menon, Joy Mathai, Ambika Mohan                                                               | Uma jovem se apaixona por outra mulher de seu vilarejo, onde as únicas uniões são arranjadas                                                                                             |
| Saved!                                                                       | Brian Dannelly                        | EUA                             | Comédia                                     | Jena Malone, Mandy Moore, Macaulay Culkin, Eva Amurri, Patrick Fugit, Chad Faust                                                                     | |
| Saving Face                                                                  | Alice Wu                              | EUA                             | Comédia, Drama                              | Lynn Chen, Michelle Krusiec, Joan Chen, Jin Wang, Guang Lan Koh, Jessica Hecht                                                                       | |
| Schöne Frauen                                                                | Sathyan Ramesh                        | Alemanha                        | Drama                                       | Floriane Daniel, Julia Jager, Caroline Peters, Clelia Sarto, Ulrike C. Tscharre, Edda Schnittgard                                                    | Cinco atrizes competindo pelo mesmo papel decidem sair dos testes de elenco e viajarem juntas                                                                                            |
| Second Best                                                                  | Eric Weber                            | EUA                             | Comédia                                     | Joe Pantoliano, Boyd Gaines, Peter Gerety, Bronson Pinchot, Matthew Arkin, Jennifer Tilly                                                            | trad. O Fracasso é um Sucesso Sobre um grupo de amigos chegando aos 50, onde apenas um deles teve sucesso na vida                                                                        |
| Secret Intersex                                                              | Desconhecido                          | Reino Unido                     | Documentário                                | Ilizane Broks, Xenia Broks, Steph Tonner | Sobre adultos e crianças intersexo |
| Sei mong se jun (死亡寫真)                                                   | Oxide Pang Chun                       | Hong Kong                       | Terror, Suspense                            | Rosanne Wong, Race Wong, Anson Leung, Cub Chin Kong-Hon, Michelle Yim, Ekin Cheng                                                                    | Uma mulher tenta ajudar sua colega de quarto, que é obcecada pela morte |
| A Separate Peace                                                             | Peter Yates                           | Canadá, EUA                     | Drama, Guerra                               | J Barton, Toby Moore, Jacob Pitts, Danny Swerdlow, Aaron Ashmore, Adam Frost                                                                         | Vagamente baseado no romance homônimo de John Knowles |
| Seres Extravagantes                                                          | Manuel Zayas                          | Cuba                            | Documentário                                | Reinaldo Arenas, Jose Roberto Arenas, Anton Arrufat, Oneida Fuentes                                                                                  | Segue o processo de marginalização e repressão de homossexuais durante as duas primeiras décadas da Revolução Cubana                                                                     |
| Setsunaikamo shirenai (せつないかもしれない)                                 | Yumi Yoshiyuki                        | Japão                           | Drama, Romance, Erótico                     | Naoyuki Chiba, Tomohiro Okada | [ 171 ] |
| Sévigné                                                                      | Marta Balletbò-Coll                   | Espanha                         | Drama                                       | Anna Azcona, Marta Balletbò-Coll, Josep Maria Pou | Uma cineasta de meia idade se apaixona por uma roteirista |
| Sex Drama                                                                    | Matt Thiesen                          | EUA                             | Drama                                       | Chris Anderko, Justin Lee, Becca Pollack | [ 173 ] |
| She Hate Me                                                                  | Spike Lee                             | EUA                             | Comédia, Drama                              | Anthony Mackie, Kerry Washington, Ellen Barkin, Monica Bellucci, Jim Brown, Jamel Debbouze                                                           | trad. Elas Me Odeiam, Mas Me Querem Um homem recém desempregado começa um negócio engravidando lésbicas ricas                                                                            |
| Shem                                                                         | Caroline Roboh                        | Reino Unido                     | Drama                                       | Asier Newman, Cyrielle Clair, Arturo Brachetti, Hadassah Hungar Diamant, Geraldine de Bastion                                                        | A avó judia de um jovem londrino arrogante o envia em uma viagem pela Europa em busca do túmulo do avô                                                                                   |
| Shiner                                                                       | Christian Calson                      | EUA                             | Drama                                       | Scott Stepp, Derris Nile, Ryan Soteres, Carolyn Crotty, Seth Harrington, David Zelina                                                                | Explora três relacionamentos onde o abuso físico é apreciado |
| Show Me                                                                      | Cassandra Nicolaou                    | Canadá                          | Suspense, Drama                             | Michelle Nolden, Katharine Isabelle, Kett Turton, Gabriel Hogan, Allegra Fulton                                                                      | [ 177 ] |
| Simon                                                                        | Eddy Terstall                         | Países Baixos                   | Drama, Comédia                              | Cees Geel, Marcel Hensema, Rifka Lodeizen, Nadja Hüpscher, Eva Duijvestein, Daan Ekkel                                                               | Sobre o relacionamento entre dois amigos, um hétero e um gay |
| The Sisterhood                                                               | David Decoteau                        | EUA                             | Terror                                      | Barbara Crampton, Jennifer Holland, Michelle Borth, David Storm Newton, Kate Plec, Sara Michelle Ben Av                                              | |
| The Ski Trip                                                                 | Maurice Jamal                         | EUA                             | Comédia, Romance                            | Daren Fleming, Cassandra Cruz, John Rankin, Nathan Hale, Haaz Sleiman                                                                                | Depois de ser largado pelo namorado, um nova iorquino decide ir esquiar com os amigos |
| A Slice of Terror                                                            | Michael Haboush                       | EUA                             | Comédia, Terror, Erótico                    | Justin Ackerman, The Amazing Robaire, John Baumgartner, Jackson Brown, Chris Catcher                                                                 | Um entregador de pizza se vinga dos garotos que o humilhavam na escola |
| Slutty Summer                                                                | Casper Andreas                        | EUA                             | Comédia, Romance                            | Casper Andreas, Christos Klapsis, Virginia Bryant, Jeffrey Christopher Todd, Lance Werth, Jesse Archer                                               | Depois de ser traído pelo namorado, um homem é encorajado pelos amigos a procurar outra pessoa                                                                                           |
| Snapshots from a Family Album                                                | Avijit Mukul Kishore                  | Índia                           | Documentário                                | | Segue os pais do diretor por cinco anos |
| So... Happy Together                                                         | Joel Lamangan                         | Filipinas                       | Comédia, Drama                              | Kris Aquino, Eric Quizon, Tonton Gutierrez, Gloria Diaz, Cogie Domingo, Nova Villa                                                                   | Uma mulher e um homem gay se conhecem na primeira parada gay de Manila em 1980 e se tornam amigos inseparáveis                                                                           |
| Somersault                                                                   | Cate Shortland                        | Austrália                       | Drama, Romance                              | Abbie Cornish, Sam Worthington, Lynette Curran, Erik Thomson, Diana Glenn, Olivia Pigeot                                                             | Uma adolescente tem que sair de casa depois de beijar o namorado de sua mãe |
| Sommersturm                                                                  | Marco Kreuzpaintner                   | Alemanha                        | Comédia, Drama                              | Robert Stadlober, Kostja Ullmann, Alicja Bachleda-Curuś, Miriam Morgenstern, Jürgen Tonkel, Tristano Casanova                                        | |
| Stage Beauty                                                                 | Richard Eyre                          | Reino Unido, Alemanha, EUA      | Histórico, Drama, Romance                   | Billy Crudup, Claire Danes, Tom Wilkinson, Rupert Everett, Richard Griffiths, Hugh Bonneville                                                        | trad. A Bela do Palco Um ator conhecido por interpretar papéis femininos é substituido por sua ajudante                                                                                  |
| Steam Cloud Rising                                                           | Eric Spaar                            | EUA                             | Drama                                       | Jamie Bustamante, Alana Campbelle, Ralph Denton Sr., Aaron Fiore, Clayton Haske, Natalie Hultman                                                     | Em uma pequena cidade em 1979, um garoto popular esconde sua homossexualidade |
| Straight-Jacket                                                              | Richard Day                           | EUA                             | Comédia                                     | Matt Letscher, Carrie Preston, Adam Greer, Veronica Cartwright, Jack Plotnick, Michael Emerson                                                       | Um ator dos anos 50 tenta esconder sua homossexualidade ao se casar com sua secretária                                                                                                   |
| Strange Bedfellows                                                           | Dean Murphy                           | Austrália                       | Comédia                                     | Michael Caton, Roy Billing, Paul Hogan, Alan Cassell, Andy Pappas, Paula Duncan                                                                      | Dois homens de meia-idade fingem ser um casal para tirar vantagem de novas leis de impostos                                                                                              |
| Strange Fruit                                                                | Kyle Schickner                        | EUA                             | Drama                                       | Kent Faulcon, Berlinda Tolbert, David Raibon, Christopher Warren, Sam Jones, Vergil J. Smith                                                         | Um advogado retorna à Louisiana para investigar a morte de seu amigo de infância, que, como ele, era gay e negro                                                                         |
| Stryker                                                                      | Noam Gonick                           | Canadá                          | Drama                                       | Kyle Henry, Ryan Rajendra Black | Segue um incendiário de 14 anos que se involve em uma guerra entre gangues |
| Sud pralad (สัตว์ประหลาด)                                                      | Apichatpong Weerasethakul             | Tailândia                       | Drama                                       | Banlop Lomnoi, Sakda Kaewbuadee, Huai Dessom, Sirivech Jareonchon, Udom Promma                                                                       | |
| Sugar                                                                        | John Palmer                           | Canadá                          | Drama                                       | Andre Noble, Marnie McPhail, Haylee Wanstall, Jeffrey Parazzo, Michael Barry, Brendan Fehr                                                           | Um jovem gay se apaixona por um traficante |
| Sugar Orange                                                                 | Andreas Struck                        | Alemanha                        | Drama                                       | Sabine Timoteo, Lucas Gregorowicz, Hyun Wanner, Kai Michael, Müller, Bruno Cathomas, Barnaby Metschurat                                              | Depois de forjar uma sólida amizade, um homem decide contatar um antigo amigo de infância que quebrou seu coração                                                                        |
| Sukuuru wozu hiro (スクール・ウォーズ ＨＥＲＯ)                              | Ikuo Sekimoto                         | Japão                           | Drama                                       | Shôei, Emi Wakui, Asahi Uchida, Sayaka Kanda, Katsuya Kobayashi, Tomohisa Yuge                                                                       | História real de um professor que transformou o time de rugby de uma escola |
| Superstar in a Housedress                                                    | Craig Highberger                      | EUA                             | Documentário                                | Jackie Curtis, Paul Ambrose, Michael André, Penny Arcade, David Bowie, Joe Dallesandro                                                               | Sobre a superestrela Jack Curtis |
| Surge of Power: The Stuff of Heroes                                          | Mike Donahue                          | EUA                             | Comédia                                     | Joey Bourgeois, Alison Arngrim, Gene Barsamian, Russ Brown, Harry Cassidy                                                                            | [ 193 ] |
| Survive Style 5+                                                             | Gen Sekiguchi                         | Japão                           | Experimental, Mistério, Fantasia            | Tadanobu Asano, Reika Hashimoto, Kyoko Koizumi, Hiroshi Abe, Ittoku Kishibe, Yumi Asô                                                                | trad. Modo de Sobrevivência 5 Segue cinco histórias vagamente conectadas |
| The Tasty Bust Reunion                                                       | Stephen Maclean                       | Austrália                       | Documentário                                | | Recriações e entrevistas com pessoas revistadas durante uma batida da polícia em uma boate de Melbourne                                                                                  |
| Temporada de Patos                                                           | Fernando Eimbcke                      | México                          | Comédia, Drama                              | Daniel Miranda, Diego Cataño, Danny Perea, Enrique Arreola                                                                                           | |
| Les temps qui changent                                                       | André Téchiné                         | França                          | Drama                                       | Catherine Deneuve, Gérard Depardieu, Gilbert Melki, Malik Zidi, Lubna Azabal, Nadem Rachati                                                          | trad. Tempos que Mudam Um engenheiro viaja para Marrocos à trabalho e reencontra a mulher por quem se apaixonou 30 anos antes                                                            |
| Tendida mirando las estrellas                                                | Andrés Racz                           | Chile                           | Drama, Crime                                | Paulina Urrutia, Chamila Rodríguez, Francisca Imboden, Patricia López, Pablo Striano, Miguel Stuardo                                                 | Uma mulher é sentenciada a 5 anos na prisão depois de matar um homem que tentou estuprar seu irmão                                                                                       |
| Thanksgivin’, die nachtblaue Stadt                                           | Michael Pfeifenberger                 | Alemanha                        | Drama                                       | Marianne Sägebrecht, Alexander Pschill, Katharina Stemberger, Philipp Sonntag                                                                        | Um homem solitário faz amizade com uma mulher que conhece no banheiro |
| Thinking XXX                                                                 | Timothy Greenfield-Sanders            | EUA                             | Documentário                                | Jenna Jameson, Ron Jeremy, Tera Patrick, Belladonna, Sunrise Adams, Briana Banks                                                                     | Atores pornográficos falam sobre suas carreiras e a indústria |
| Three of Hearts: A Postmodern Family                                         | Susan Kaplan                          | EUA                             | Documentário                                | Sam Cagnina, Steven Margolin, Samantha Singh | Segue o relacionamento poliamoroso entre uma mulher e dois homens |
| Tied Up                                                                      | Jeremy Rubin                          | EUA                             | Terror                                      | Shelli Boone, Dana Fares, David Alan Graf, Julia Morizawa, Johnny Patisaul                                                                           | [ 201 ] |
| The Time We Killed                                                           | Jennifer Reeves                       | EUA                             | Documentário                                | Lisa Jarnot | Retrata a vida de uma poeta amnésica incapaz de deixar seu apartamento |
| Toh sik (桃色)                                                               | Yonfan                                | Hong Kong                       | Drama                                       | Teresa Cheung, Keiko Matsuzaka, Harisu, Carl Ng, Sho Yokouchi                                                                                        | Também conhecido como Color Blossoms |
| Tom White                                                                    | Alkinos Tsilimidos                    | Austrália                       | Drama                                       | Colin Friels, Rachael Blake, Dan Spielman, Loene Carmen, David Field, Bill Hunter                                                                    | Um arquiteto sofre um colapso mental |
| Touch of Pink                                                                | Ian Iqbal Rashid                      | Canadá, Reino Unido             | Comédia                                     | Jimi Mistry, Suleka Mathew, Kristen Holden-Ried, Kyle MacLachlan, Veena Sood, Brian George                                                           | trad. Um Toque de Rosa Um homem gay vive tranquilamente com seu namorado até sua mãe muçulmana que não sabe de sua sexualidade vai visitar                                               |
| (T)Raumschiff Surprise – Periode 1                                           | Michael Herbig                        | Alemanha                        | Ficção Científica                           | Michael Herbig, Rick Kavanian, Christian Tramitz, Anja Kling, Til Schweiger, Sky du Mont                                                             | trad. A Espaçonave das Loucas Uma paródia gay de Star Trek |
| Der Traum vom Schweben                                                       | Barbara Gräftner                      | Áustria, Alemanha, Canadá       | Documentário                                | Ulf G. Dahlmann, Jörg Landsiedel, Günther Naumann | Sobre o único time de nado sincronizado masculino da Europa |
| The Truth or Consequences of Delmas Howe                                     | Matt Sneddon                          | EUA                             | Documentário                                | Delmas Howe | Sobre o pintor neoclássico Delmas Howe |
| Turned Out: Sexual Assault Behind Bars                                       | Jonathan Schwartz                     | EUA                             | Documentário                                | Danny Trejo, David Mendenhall Jr. | Sobre a hierarquia social que mantém uma cultura de estupro dentro do sistema prisional                                                                                                  |
| Tying the Knot                                                               | Jim de Sève                           | EUA                             | Documentário                                | Bob Barr, Mary Bonauto, Brian Brown, Pat Bumgardner, George W. Bush, Charles Canady                                                                  | Examina casamentos entre pessoas do mesmo sexo |
| Umgidi                                                                       | Gillian Schutte, Sipho Singiswa       | África do Sul                   | Documentário                                | | Um homem faz seu rito de passagem xhosa anos depois do previsto, enquanto seu irmão se recusa a fazê-lo por ser gay                                                                      |
| Unterwegs                                                                    | Jan Krüger                            | Alemanha                        | Drama                                       | Anabelle Lachatte, Florian Panzner, Martin Kiefer, Lena Beyerling, Agnieszka Grochowska                                                              | Um jovem sinistro porém charmoso se insere na vida de uma mãe, sua filha, e o namorado desta                                                                                             |
| Vampires vs. Zombies                                                         | Vince D'Amato                         | Canadá                          | Terror                                      | Bonny Giroux, C.S. Munro, Maritama Carlson, Brinke Stevens, Peter Ruginis, Melanie Crystal                                                           | Também conhecido como Carmilla |
| Vendus                                                                       | Éric Tessier                          | Canadá                          | Comédia                                     | Brigitte Paquette, Serge Thériault, Véronique Bannon, Jean-Robert Bourdage, Marc Bélanger                                                            | Um homem planeja matar sua esposa com a ajuda de sua amante, sem saber que esta planeja chantageá-lo                                                                                     |
| Il vento, di sera                                                            | Andrea Adriatico                      | Itália                          | Drama                                       | Corso Salani, Francesca Mazza, Luca Levi, Paolo Porto, Giovanni Lindo Ferretti, Ivano Marescotti                                                     | Depois de seu namorado ser morto, um homem vagueia pelas ruas |
| Venus of Mars                                                                | Emily Goldberg                        | EUA                             | Documentário                                | Venus Demars, Lynette Reini-Grandell | Sobre uma roqueira trans e sua esposa |
| Vereda tropical                                                              | Javier Torre                          | Argentina, Brasil               | Biográfico, Drama                           | Fabio Aste, Sílvia Buarque, Gigí Ruá, Mimí Ardú, Revero Riveiro, Jonathas Melllo                                                                     | Sobre a estadia do escritor Manuel Puig no Rio de Janeiro nos anos 80 |
| Vie et mort de Pier Paolo Pasolini                                           | Cyril Legann, Antoine Soltys          | França                          | Biográfico, Drama                           | Salim Kechiouche, Jean Menaud, Michel Derville, Cyril Romoli                                                                                         | A vida turbulenta do cineasta e escritor italiano Pier Paolo Pasolini |
| Walk on Water                                                                | Eytan Fox                             | Israel, Suécia                  | Mistério, Drama                             | Lior Ashkenazi, Knut Berger, Caroline Peters, Gideon Shemer, Carola Regnier                                                                          | trad. Andando Sobre As Águas |
| Was nützt die Liebe in Gedanken                                              | Achim von Borries                     | Alemanha                        | Drama                                       | Daniel Brühl, August Diehl, Anna Maria Mühe, Jana Pallaske, Thure Lindhardt, Verena Bukal                                                            | trad. Pra Que Serve o Amor Só em Pensamentos? Um poeta virgem cansado de estar sozinho é amigo de um aristocata abertamente gay                                                          |
| Way Cool                                                                     | Marc Huestis                          | EUA                             | Documentário                                | | Sobre os protestos durante a Convenção Nacional Republicana de 2004 |
| When I’m Sixty-four                                                          | Jon Jones                             | Reino Unido                     | Romance, Drama                              | Paul Freeman, Alun Armstrong, Tamzin Outhwaite, Jason Flemyng, Anton Saunders, Karl Johnson                                                          | Dois homens idosos de vivências diferentes acabam se apaixonando |
| When Will I Be Loved                                                         | James Toback                          | EUA                             | Drama, Erótico                              | Neve Campbell, Fred Weller, Alex Feldma | |
| Wilby Wonderful                                                              | Daniel MacIvor                        | Canadá                          | Comédia, Drama                              | James Allodi, Maury Chaykin, Paul Gross, Rebecca Jenkins, Sandra Oh, Elliot Page                                                                     | |
| Wild Side                                                                    | Sébastien Lifshitz                    | França, Bélgica, Reino Unido    | Drama                                       | Stéphanie Michelini, Yasmine Belmadi, Edouard Nikitine, Josiane Stoléru, Aurélie Guichard, Antony Hegarty                                            | Um mulher trans deixa Paris para cuidar de sua mãe doente |
| Wild Things 2                                                                | Jack Perez                            | EUA                             | Suspense                                    | Susan Ward, Leila Arcieri, Isaiah Washington, Linden Ashby, Anthony Denison, Joe Michael Burke                                                       | |
| Wilderness Survival for Girls                                                | Eli B. Despres, Kim Roberts           | EUA                             | Terror                                      | Jeanette Brox, Megan Henning, Ali Humiston, James Morrison                                                                                           | Três adolescentes de férias em uma cabine isolada impulsivamente raptam um mochileiro que invadiu a propriedade                                                                          |
| Xingxing xiangxi xi (星星相吸惜)                                             | Cui Zi'en                             | China                           | Ficção Científica                           | Yu Bo, Guifeng Wang, Xiwen Zhang, Jian Hou | Um marciano se apaixona por um jovem bissexual, seu namorado, e sua namorada |
| X, Y                                                                         | Vladimir Vitkin                       | EUA                             | Suspense, Drama                             | Jamie Harrold, Melissa Murphy, Shelita Birchett, Thomas Jefferson Byrd                                                                               | [ 224 ] |
| Ya lyublyu tebya                                                             | Olga Stolpovskaja, Dmitry Troitsky    | Rússia                          | Comédia                                     | Damir Badmaev, Lyubov Tolkalina, Yevgeny Koryakovsky, Nina Agapova, Emanuel Michael Waganda                                                          | Primeiro filme russo sobre a homossexualidade e bissexualidade |
| Yan guang si she ge wu tuan (豔光四射歌舞團)                                 | Zero Chou                             | Taiwan                          | Drama                                       | James Chen, Po-Hao Hung | O namorado de um monge taoista que tem uma vida secreta como drag queen desaparece abruptamente                                                                                          |
| Yarim Hayatlar                                                               | Claudia Laszczak, Kay Wishöth         | Turquia, Alemanha               | Documentário                                | | Sobre pessoas da comunidade LGBT turca |
| Yazı Tura                                                                    | Uğur Yücel                            | Turquia                         | Drama                                       | Kenan İmirzalıoğlu, Olgun Şimşek, Engin Günaydın, Settar Tanrıöğen, Erkan Can                                                                        | Dois soldados retornam para casa depois de seu serviço militar |